# Norbert ter Hall
Norbert ter Hall (Gorinchem, 6 oktober 1966) is een Nederlands film- en televisieregisseur, scenarioschrijver en producent. Na zijn opleiding tot grafisch ontwerper aan Hogeschool voor de Kunsten in Arnhem werkte Ter Hall geruime tijd als decorontwerper voor diverse theatergezelschappen en omroepen. In 1992 ontving hij de Charlotte Köhlerprijs voor zijn theaterdecors. Langzamerhand verlegde zijn werk zich naar het regisseren van televisiedrama. Ter Hall heeft onder andere de televisieseries "A'dam - E.V.A." Waltz, 't Schaep met de 5 pooten en Mevrouw de minister geregisseerd. De speelfilm Monte Carlo is ook van zijn hand.
Ter Hall schreef en regisseerde verder de speelfilm &ME (2013).

## Filmografie

### Producent
- Het gordijnpaleis van Ollie Hartmoed (2011, producent - aflevering: Patchwork)
- A'dam - E.V.A. (2011, co-producent - acht afleveringen)

### Regie

#### Films
- Mi Vida (2019) bekroond met de Gold Remi award 2020.
- De belofte van Pisa (2019)
- &ME (2013, tevens scenarioschrijver)
- Theo Maassen: Zonder pardon (2009)
- Tegen beter weten in (2006)
- Allerzielen (2005, segment "Nachtwacht")
- Monte Carlo (2001)

#### Televisieseries
- Het gordijnpaleis van Ollie Hartmoed (2011, vier afleveringen)
- Geen probleem! (2011)
- A'dam - E.V.A. (2011, acht afleveringen)
- 't Schaep met de 5 pooten (2006-2011, acht afleveringen)
- Waltz (2006, zeven afleveringen)
- Mevrouw de minister (2002)
- Wet & Waan (2000)
- De zeven deugden (1999, 1 aflevering)
- Zeeuws meisje (1998)
- De buurtsuper (1995)